# Udochukwu Nwoko
Udochukwu Nwoko (Lagos, 15 de outubro de 1984) é um futebolista nigeriano, nacionalizado maltês. Atua como Atacante. Atualmente Joga pelo Panthrakikos.
No início da época 2007/2008 assinou pelo Leixões Sport Club. Clube onde permaneceu até ao início da segunda metade da época 2008/2009, quando foi anunciada a sua tranferência para os Chengdu Blades, do campeonato chinês. A transferência acabou por falhar e em Março de 2009 transfere-se para o Clube Náutico Capibaribe, transferência esta também que falhou.
Em Julho de 2009 foi anunciada a sua contratação pelo Panthrakikos, do campeonato grego de futebol.